# بوماليدوميد
بوماليدوميد، الذي يُباع تحت الاسم التجاري بوماليست وإيمنوفيد، هو دواء يستخدم لعلاج الورم النقوي المتعدد (MM) و ساركوما كابوزي (KS).  بالنسبة لـ MM يستخدم بالأساس حينما تفشل العلاجات الأخرى.  أما بالنسبة لـ KS، يستخدم عندما لا يتأثر HAART أو عند الأشخاص غير المصابين بفيروس نقص المناعة البشرية .  و يؤخذ عن طريق الفم. 
و تشمل الآثار الجانبية الشائعة لهذا الدواء على التعب، و انخفاض العدلات ، وانخفاض خلايا الدم الحمراء ، و الغثيان، و الإسهال، و ضيق التنفس، و الحمى، وانخفاض الصفائح الدموية.  قد تشمل الآثار الجانبية الأخرى الأخرى كذلك مشاكل الكبد، ومتلازمة انحلال الورم ، و جلطات الدم، و الحساسية المفرطة.  أما استخدامه في فترة الحمل فقد يلحق الضرر بالجنين.  و هو مشابه للثاليدومايد و يعمل عن طريق تغيير جهاز المناعة.  

ووفق على استخدامه طبيًا في الولايات المتحدة و أوروبا في عام 2013.   في المملكة المتحدة، تكلف 4 أسابيع من العلاج هيئة الخدمات الصحية الوطنية حوالي 8900 جنيه إسترليني اعتبارًا من عام 2021.  أما في الولايات المتحدة يكلف هذا القدر حوالي 20000 دولار أمريكي. 